# Holland's Next Top Model (mùa 1)
Holland's Next Top Model, Mùa 1 là mùa đầu tiên của chương trình thực tế năng động Holland's Next Top Model - trong đó người xem không chỉ Chứng kiến một cuộc cạnh tranh khốc liệt để tìm ra một người mẫu hàng đầu mà còn ảnh hưởng đến cuộc cạnh tranh và cuộc sống hằng ngày của một nhóm thí sinh đa dạng.
Điểm đến quốc tế của mùa này là New York dành cho top 5.
Sanne Nijhof, 18 tuổi đến từ Den Ham, trở thành người chiến thắng đầu tiên của chương trình. Cô giành được: 1 hợp đồng người mẫu với Max Models trị giá €50,000, lên trang bìa tạp chí Glamour và sẽ đại diện cho Hà Lan tham gia vào cuộc thi Supermodel of the World 2006 tại New York.
Vì cô giành chiến thắng trong cuộc thi Supermodel of the World 2006, nên cô nhận được hợp đồng với Ford Models trên toàn thế giới trị giá $250,000.

## Các thí sinh
(Tuổi tính từ ngày dự thi)
| Thí sinh             | Tuổi | Chiều cao               | Quê quán      | Bị loại ở | Hạng |
| -------------------- | ---- | ----------------------- | ------------- | --------- | ---- |
| Kathelijn Brouwers   | 19   | 1,85 m (6 ft 1 in)      | Lieshout      | Tập 1     | 10   |
| Stefanie Kouwen      | 21   | 1,79 m (5 ft 10+1⁄2 in) | Warmenhuizen  | Tập 2     | 9    |
| Annika Elschot       | 18   | 1,78 m (5 ft 10 in)     | Dordrecht     | Tập 3     | 8    |
| Charmayne de Bruijn  | 17   | 1,73 m (5 ft 8 in)      | Bergschenhoek | Tập 4     | 7    |
| Anna Marie van Vliet | 21   | 1,72 m (5 ft 7+1⁄2 in)  | Hillegom      | Tập 5     | 6    |
| Marcia Bunk          | 26   | 1,79 m (5 ft 10+1⁄2 in) | Amsterdam     | Tập 6     | 5    |
| Ovo Drenth           | 21   | 1,76 m (5 ft 9+1⁄2 in)  | Zuidlaren     | Tập 7     | 4    |
| Daisy van Belzen     | 21   | 1,77 m (5 ft 9+1⁄2 in)  | Alkmaar       | Tập 8     | 3    |
| Sylvia Geersen       | 20   | 1,75 m (5 ft 9 in)      | Rotterdam     | Tập 8     | 2    |
| Sanne Nijhof         | 18   | 1,76 m (5 ft 9+1⁄2 in)  | Den Ham       | Tập 8     | 1    |

## Các tập

### Tập 1
Khởi chiếu: 4 tháng 9 năm 2006
200 thí sinh bán kết được đưa tới sân vận động Olympic ở Amsterdam bắt đầu cuộc thi. Họ đã có một buổi catwalk xung quanh sân vận động và kết quả là chỉ có 100 cô gái vượt qua được thử thách. Sau đó, 100 thí sinh còn lại đã có buổi chụp hình đầu tiên trong quần áo thể thao và một buổi trình diễn thời trang trong quán bar. Kết quả là 10 cô gái đã được chọn và sẽ bước vào cuộc thi
Vài ngày sau, 10 cô gái chung cuộc đã gặp nhau và họ được di chuyển tới căn hộ của họ. Ngày hôm sau, Yfke đến gặp các cô gái và thông báo cho họ về buổi chụp hình tiếp theo trong đồ lót đen. Vào buổi đánh giá đầu tiên ở ngày tiếp theo với sự xuất hiện giám khảo khách mời là Jan Francis, Anna Marie được gọi tên đầu tiên còn Kathelijn là thí sinh đầu tiên bị loại.
- Nhiếp ảnh gia: Jan Francis

### Tập 2
Khởi chiếu: 11 tháng 9 năm 2006
9 cô gái còn lại đã được bikini wax tại căn hộ ngay sau khi buổi loại trừ đầu tiên kết thúc. Ngày hôm sau, họ đã có một buổi học phối đồ với cố vấn thời trang Ruud van der Peijl tại cửa hàng quần áo Sprmrkt trước khi phải tự chọn bộ đồ bên trong cửa hàng và tự trang điểm dưới sự hướng dẫn của cố vấn Dominique Samuel cho buổi chụp hình tiếp theo tại khu công trường.
Sau đó, họ được đưa tới Matrix Academy cho diện mạo mới của mình trước khi có thử thách trình diễn thời trang trong trang phục của nhà thiết kế Percy Irausquin, Daisy chiến thắng thử thách và cô chọn Anna Marie & Annika để nhận thưởng là được tham gia vào bữa tiệc thời trang với Percy Irausquin, và đồng thời sẽ được giữ lại trang phục của nhà thiết kế mà họ đã mặc tại bữa tiệc. Vào buổi đánh giá ngày hôm sau với sự xuất hiện giám khảo khách mời là John Beerens, Sanne được gọi tên đầu tiên còn Stefanie là thí sinh tiếp theo bị loại.
- Nhiếp ảnh gia: Ray Christian
- Khách mời đặc biệt: Percy Irausquin, John Beerens

### Tập 3
Khởi chiếu: 18 tháng 9 năm 2006
8 cô gái còn lại đã được kiểm tra cân nặng và chiều cao trước khi họ có một buổi tập thể lực và boxing dưới sự huấn luyện của Rodney Faro. Sau đó, họ đã có một buổi học catwalk từ siêu mẫu Mariana Verkerk trước khi có thử thách đi catwalk theo đường thẳng, Sylvia chiến thắng thử thách và cô chọn Sanne để nhận thưởng là 1 buổi tối thư giãn ở spa.
Ngày hôm sau, họ đã được đưa một khu bãi biển cho buổi chụp hình tiếp theo thể hiện những cảm xúc trên gương mặt. Vào buổi đánh giá ngày tiếp theo với sự xuất hiện giám khảo khách mời là Mariana Verkerk, các cô gái đã có thử thách nhỏ là từng người một sẽ phãi trình diễn thời trang trong áo tắm. Kết quả Ovo được gọi tên đầu tiên còn Annika là thí sinh tiếp theo bị loại.
- Nhiếp ảnh gia: Paul Bellaart
- Khách mời đặc biệt: Rodney Faro, Mariana Verkerk

### Tập 4
Khởi chiếu: 25 tháng 9 năm 2006
7 cô gái còn lại đã có một buổi nói chuyện về cách bộc lộ được cá tính bản thân với Mylène Kroon trước khi từng người một đứng lên phát biểu về cảm xúc bên trong họ và Yfke sau đó bất ngờ đến thăm các cô gái cùng với một chiếc bánh sinh nhật cho Charmayne. Sau đó, họ đã có thử thách phỏng vấn với ban giám khảo Rosalie van Breemen, Marcia chiến thắng thử thách và cô chọn Anna Marie để nhận thưởng là một buổi mua sắm mỹ phẩm từ Maybelline với Dominique.
Ngày hôm sau, họ đã có một buổi học tạo dáng với Yfke tại bãi biển Scheveningen trước khi tham gia vào buổi chụp hình tiếp theo trên xe mui trần với người mẫu nam. Quay lại căn hộ, các cô gái được yêu cầu mặc một chiếc váy đen cho buổi loại trừ ngày mai. Vào buổi đánh giá ngày tiếp theo với sự xuất hiện giám khảo khách mời là Rodrigo Otazu, các cô gái đã có thử thách nhỏ là phối trang sức với chiếc váy đen mà họ đang mặc. Kết quả là Marcia được gọi tên đầu tiên còn Charmayne là thí sinh tiếp theo bị loại.
- Nhiếp ảnh gia: Carli Hérmes
- Khách mời đặc biệt: Mylène Kroon, Rodrigo Otazu

### Tập 5
Khởi chiếu: 2 tháng 10 năm 2006
6 cô gái còn lại đã được Ruud kiểm tra quần áo của từng người và ông đã chia thành 3 cặp để phối đồ cho người kia bằng quần áo của mình. Sau đó, họ được gặp 2 diễn viên là Hugo Metsers & Mark van Eeuwan tại rạp kịch để luyện tập diễn xuất trước khi có thử thách diễn xuất với diễn viên Mark van Eeuwan theo lời thoại mà họ đã nhận được từ ngày hôm qua, Daisy chiến thắng thử thách và cô chọn Sylvia để nhận thưởng là một bữa tối với Hugo Metsers & Mark van Eeuwan trên thuyền.
Ngày hôm sau, Yfke đến thăm các cô gái để thông báo cho họ về buổi chụp hình tiếp theo quảng cáo cho Fresh & Fruity, trong khi họ phải tạo dáng trong áo tắm bên trong bồn tắm chứa đầy đá và hoa quả, và đồng thời họ cũng phải quay quảng cáo cho sản phẩm. Vào buổi đánh giá ngày tiếp theo với sự xuất hiện giám khảo khách mời là Hugo Metsers, các cô gái đã có thử thách nhỏ là diễn xuất trong những tình huống khác nhau. Kết quả là Ovo được gọi tên đầu tiên còn Anna Marie là thí sinh tiếp theo bị loại.
- Nhiếp ảnh gia: Ruud Baam
- Khách mời đặc biệt: Hugo Metsers, Mark van Eeuwan

### Tập 6
Khởi chiếu: 9 tháng 10 năm 2006
5 cô gái còn lại được Yfke thông báo rằng là họ sẽ được đưa tới New York ngay sau khi buổi loại trừ kết thúc. Sau đó, họ đã có một buổi nói chuyện với siêu mẫu Frederique van der Wal trước khi có buổi nói chuyện về cách làm việc tại đây với Katie Ford từ Ford Models. Ngày hôm sau, họ được hướng dẫn cách đi catwalk kiểu New York tại công viên Bryant với Mac Folker trước khi đi tới cửa hàng thời trang Luca Luca cho thử thách trình diễn thời trang trên cầu thang, Sanne chiến thắng thử thách và nhận được 1 bộ váy từ Luca Luca. Sau đó, Yfke đã đưa các cô gái đi mua sắm và sau đó thì Dominique đã chỉ cho họ cách trang điểm trong khi Daisy, Sanne & Sylvia được đi làm tóc cho một buổi tối giải trí trong quán bar.
Ngày tiếp theo, họ đã có buổi chụp hình tiếp theo trước phong cảnh toàn những tòa nhà cao tầng của New York. Vào buổi đánh giá ngày hôm sau với sự xuất hiện giám khảo khách mời là Mariana Verkerk & Mac Folker, các cô gái đã có thử thách nhỏ là trình diễn thời trang trong bộ đồ tự làm bằng những tấm vải. Kết quả là Ovo được gọi tên đầu tiên còn Marcia là thí sinh tiếp theo bị loại.
- Nhiếp ảnh gia: Ben Watts
- Khách mời đặc biệt: Frederique van der Wal, Katie Ford, Mac Folker, John Beerens, Mariana Verkerk

### Tập 7
Khởi chiếu: 16 tháng 10 năm 2006
4 cô gái còn lại được đưa tới quản lí người mẫu Ford Models để tham gia vào thử thách casting cho 5 nơi: nhà thiết kế Nicole Miller, tạp chí Elle, quản lí người mẫu Ford Models, giám đốc quảng cáo Richard Kirschenbaum và quản lí người mẫu Elite Model Management. Sau đó, họ đã có một bữa tối trong nhà hàng với Yfke, Dominique và Michelle Lee.
Ngày hôm sau, họ đã có buổi chụp hình tiếp theo cho ảnh bìa của tạp chí Glamour. Vào buổi đánh giá với sự xuất hiện giám khảo khách mời là Todd Barry & Nicole Miller, Yfke gọi Ovo đầu tiên và thông báo rằng không có ảnh của cô trên tay của Yfke, đồng nghĩa với việc là cô là thí sinh tiếp theo bị loại.
- Nhiếp ảnh gia: Todd Barry
- Khách mời đặc biệt: Nicole Miller, Richard Kirschenbaum, Michelle Lee

### Tập 8
Khởi chiếu: 23 tháng 10 năm 2006
3 cô gái còn lại đã quay về Amsterdam cho thử thách cuối cùng của cuộc thi. Sau đó, họ được đưa tới Lichtfabriek là nơi sẽ diễn ra buổi chụp hình và buổi trình diễn thời trang cuối cùng của cuộc thi. Họ đã có một buổi tập luyện catwalk cuối cùng với Maureen Powell & Pedro Dias. Vào buổi chụp hình cuối cùng, họ sẽ phải hóa thân thành nàng tiên trong khi phải tạo dáng ở trên không. Sau đó, họ đã có buổi trình diễn thời trang cuối cùng.
Vào buổi đánh giá cuối cùng với sự xuất hiện giám khảo khách mời là Gert Jan Holleman, dựa vào buổi chụp hình cuối cùng vừa rồi, Sanne là người đầu tiên được an toàn, tiếp theo là Sylvia còn Daisy là thí sinh cuối cùng bị loại. Và dựa vào toàn bộ quá trình cuộc thi, Sanne đã trở thành quán quân đầu tiên của Holland's Next Top Model.
- Nhiếp ảnh gia: Carli Hérmes
- Khách mời đặc biệt: Maureen Powell, Pedro Dias, Gert Jan Holleman

## Thứ tự gọi tên
| Thứ tự | Tập       | Tập       | Tập       | Tập       | Tập       | Tập    | Tập    | Tập                | Tập    | Tập    |
| Thứ tự | 1         | 1         | 2         | 3         | 4         | 5      | 6      | 7                  | 8      | 8      |
| ------ | --------- | --------- | --------- | --------- | --------- | ------ | ------ | ------------------ | ------ | ------ |
| 1      | Stefanie  | Anna      | Sanne     | Ovo       | Marcia    | Ovo    | Ovo    | Daisy Sanne Sylvia | Sanne  | Sanne  |
| 2      | Charmayne | Sanne     | Daisy     | Charmayne | Anna      | Daisy  | Sanne  | Daisy Sanne Sylvia | Sylvia | Sylvia |
| 3      | Annika    | Marcia    | Ovo       | Sanne     | Sylvia    | Marcia | Sylvia | Daisy Sanne Sylvia | Daisy  |        |
| 4      | Anna      | Ovo       | Marcia    | Sylvia    | Sanne     | Sanne  | Daisy  | Ovo                |        |        |
| 5      | Daisy     | Daisy     | Annika    | Daisy     | Daisy     | Sylvia | Marcia |                    |        |        |
| 6      | Sanne     | Sylvia    | Charmayne | Anna      | Ovo       | Anna   |        |                    |        |        |
| 7      | Kathelijn | Annika    | Anna      | Marcia    | Charmayne |        |        |                    |        |        |
| 8      | Ovo       | Stefanie  | Sylvia    | Annika    |           |        |        |                    |        |        |
| 9      | Sylvia    | Charmayne | Stefanie  |           |           |        |        |                    |        |        |
| 10     | Marcia    | Kathelijn |           |           |           |        |        |                    |        |        |

     Thí sinh bị loại
     Thí sinh chiến thắng cuộc thi
- Ở tập 7, Ovo được gọi tên đầu tiên và bị loại vì Yfke thông báo rằng là không có ảnh của cô ấy. Các thí sinh còn lại được an toàn.

### Buổi chụp hình
- Tập 1: Tạo dáng trong quần áo thể thao (casting); Đồ lót đen
- Tập 2: Phong cách cá nhân tại khu công trường
- Tập 3: Ảnh trắng đen biểu cảm ở bãi biển
- Tập 4: Tạo dáng trên xe mui trần với người mẫu nam
- Tập 5: Quảng cáo và ảnh quảng cáo cho Fresh & Fruity
- Tập 6: Tạo dáng trước phong cảnh tòa nhà cao tầng của New York
- Tập 7: Ảnh bìa tạp chí Glamour
- Tập 8: Nàng tiên trên không